# Stephan Koole
Stephan C. Koole (1961) is een Nederlands journalist en persvoorlichter. Hij is parlementair verslaggever voor RTL Nieuws.
Na de middelbare school werkte Stephan Koole tot 1988 als bureauredacteur bij de TROS. Daarna was hij vier jaar politiek verslaggever voor de AVRO om in 1997 over te stappen naar het Algemeen Dagblad. Als algemeen politiek redacteur schreef hij voor het AD nieuwsverhalen, reportages, analyses en commentaren over politieke kwesties.
Van 2002 tot 2008 was hij communicatiedirecteur bij het ministerie van Sociale Zaken en Werkgelegenheid en het ministerie van Volksgezondheid, Welzijn en Sport.
In 2015 keerde Koole terug naar de journalistiek als nieuwe chef van de politieke redactie van RTL Nieuws.

## Erkenning
In 1999 kreeg hij als AD redacteur, samen met Pieter Klein de Anne Vondelingprijs voor politieke journalistiek.
Stephan Koole won in 2021 met RTL Nieuws de journalistieke prijs De Tegel. De prijs deelde hij journalisten Pieter Klein en Roel Schreinemachers voor de onthullingen van geheime notulen uit de ministerraad. Daarin werd geklaagde over Kamerleden, met name destijds CDA'er Pieter Omtzigt.

## Prijzen
- Anne Vondelingprijs 1999
- De Tegel 2021